# Піднесення Капітолія

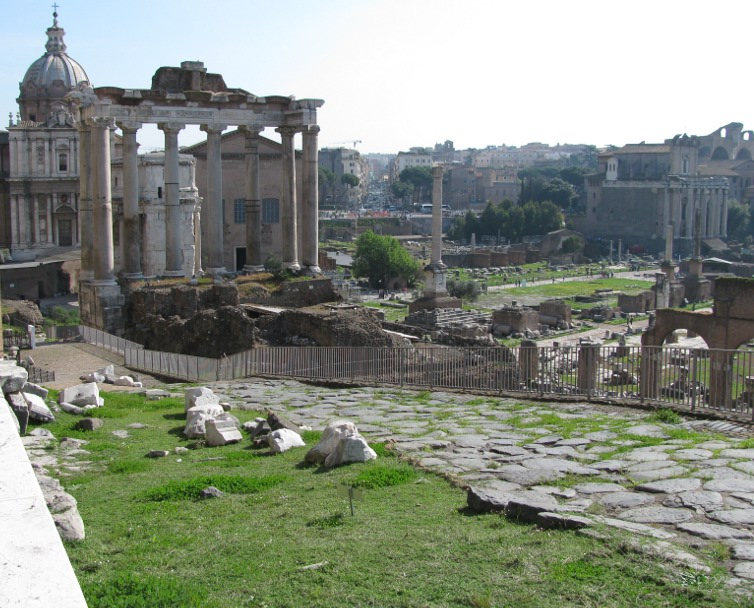
Clivus capitolinus починається навколо храму Сатурна

Головна дорога до римського Капітолія, Clivus Capitolinus («Піднесення Капітолія»), починається на початку Форуму Романум біля арки Тіберія як продовження Via Sacra ; Обігаючи храм Сатурна і повертаючи на південь перед Portico Dii Consentes, він піднімається на схил Капітолійського пагорба до храму Юпітера Оптимуса Максима на його вершині.  Традиційно це була остання і кульмінаційна частина всіх римських тріумфів .  
Вулиця є важливою як одна з найстаріших доріг у Римі.Також має суттєве значення її центральне розташування, а саме  навколо храмів і судових установ. Дорога теж веде до найбільшого та найважливішого з республіканських храмів. Кажуть, що Юлій Цезар піднявся цією дорогою на колінах, щоб компенсувати погану прикмету під час свого тріумфу. 
Найдавніша історія дороги, а також самого пагорба не зовсім ясна, оскільки більшість найперших записів Риму було знищено під час розграбування міста. Можливо, дорога була частиною початкового маршруту до поселення сабінян, зміненого під час будівництва Храму Сатурна . Пагорби Риму мають велику кількість споруд, побудованих на вершині стародавніх етруських каменів, які можна побачити в задній частині  Portico Dii Consentes . 